# Radomierz (Basse-Silésie)
Pour les articles homonymes, voir Radomierz.
Radomierz (prononciation : [raˈdɔmjɛʂ]) est un village polonais de la gmina de Janowice Wielkie dans le powiat de Jelenia Góra de la voïvodie de Basse-Silésie, dans l'ouest de la Pologne.

## Histoire
Le village possède un peu moins de 500 habitants.